# NGC 3144
NGC 3144 (NGC 3174) é uma galáxia espiral barrada (SBa/P) localizada na direcção da constelação de Draco. Possui uma declinação de +74° 13' 14" e uma ascensão recta de 10 horas, 15 minutos e 32,1 segundos.
A galáxia NGC 3144 foi descoberta em 2 de Abril de 1801 por William Herschel.